# Gedenkzuil voor Maria Jacoba Paulina Oostburg-Cop
De gedenkzuil voor Maria Jacoba Paulina Oostburg-Cop staat aan de Letitia Vriesdelaan in Paramaribo, Suriname. Het bevindt aan de straatkant links op het terrein van Olivadorp, tegenover het André Kamperveenstadion.
Het monument werd op 22 februari 2005 onthuld door enkele kabouters, zoals meisjespadvinders worden genoemd. Onder de aanwezigen bevonden zich first lady Liesbeth Venetiaan-Vanenburg, KKF-voorzitter Robert Ameerali en bestuursleden van het Surinaamse Padvindsters Gilde. In haar toespraak loofde hoofdcommissaris Heloïse Rozenblad M.J.P. Oostburg-Cop voor de betekenis die ze heeft gehad voor jonge Surinaamse vrouwen in het verkrijgen van meer zelfvertrouwen, eigenwaarde en geloof in zelfstandigheid. Het monument was een initiatief van in Nederland wonende oudgedienden in de hoop dat het als inspiratie zal dienen voor de meisjespadvinderij.
Oostburg-Cop droeg als padvindster de naam Oliva, wat een acroniem is voor Onze Leidster Is Vol Anima. Op 8 september 1934 was zij de oprichtster van de Surinaamse Meisjes Club (SMC), ook wel Driehoekwerk genoemd. Deze drie werden gevormd door 1) Verstandelijk met liefde voor natuur en het aanpassen aan de samenleving; 2) Maatschappelijk met het verrichten van huishoudelijk werk en het voor iedereen gezellig maken; en 3) Lichamelijk met aandacht voor sport, spel en gezondheid. Zij legde op 12 juli 1942 ook de basis voor de vrouwenorganisatie YWCA Suriname en was op 7 mei 1947 de oprichtster van de Surinaamse Padvindsters Raad.
SMC maakte deel uit van het jeugdwerk van de Evangelische Broedergemeente, maar stond ook open voor kinderen van andere protestantse huize, als de Evangelisch Lutherse en de Hervormde Kerk. De bijbel vormde de belangrijkste leidssnoer voor de groep. Later ging de organisatie op in de Surinaamse Padvindsters Gilde, dat samen met de katholieke padvindersorganisatie Gidsen Suriname de Surinaamse Padvindsters Raad vormt.
Het monument bestaat uit twee op elkaar staande blokken, waarvan de bovenste bovenaan een stukje taps toeloopt. Op beide blokken is een plaquette bevestigd, met op de bovenste in de linker hoek een foto van Oliva. Het staat op het omheinde terrein op een verharde ondergrond, waarop tijdens een plechtigheid bloemen kunnen worden gelegd. Het geheel is zelf ook omgeven door een hekwerk.